# Tú alfagra land mítt
Tú alfagra land mítt je himna Ferskih otokov. Avtor besedila je Símun av Skarði (1872-1942), uglasbil pa jo je Peter Alberg (1823-1892).
| Tú alfagra land mítt Besedilo pesmi v ferščini Tú alfagra land mítt, mín dýrasta ogn! á vetri so randhvítt, á sumri við logn, tú tekur meg at tær so tætt í tín favn. Tit oyggjar so mætar, Gud signi tað navn, sum menn tykkum góvu, tá teir tykkum sóu. Ja, Gud signi Føroyar, mítt land! Hin roðin, sum skínur á sumri í líð, hin ódnin, sum týnir mangt lív vetrartíð, og myrkrið, sum fjalir mær bjartasta mál, og ljósið, sum spælir mær sigur í sál: alt streingir, ið tóna, sum vága og vóna, at eg verji Føroyar, mítt land. Eg nígi tí niður í bøn til tín, Gud: Hin heilagi friður mær falli í lut! Lat sál mína tváa sær í tíni dýrd! So torir hon vága - av Gudi væl skírd - at bera tað merkið, sum eyðkennir verkið, ið varðveitir Føroyar, mítt land! | Moja prelepa dežela Besedilo pesmi v slovenščini Moja prelepa dežela, najdražja vsega, kar imam, vlečeš me k sebi in skoraj objemaš; Mirna poleti, pozimi s snegom pokrita, čudoviti otoki, ljubljene vas je Bog imenoval. Ime, ki so ti ga dali možje, ko so te odkrili, o, Bog te blagoslovi, moja ferska dežela. Svetal lesk, ki poleti lepša vrhove gora; divji veter, ki pozimi vodi može v obup; o, življenje jemajoči vihar, o, naklonjenost duše, stvaritelja sladke glasbe, vse združevajoče. Vsak upajoč in verujoč, ki nas vse navdahuje, da te branimo, moja ferska dežela. In tako pokleknem, Bog, k Tebi v molitvi, naj moj del bo miren, in ti meni prihrani dušo čisto; v slavi; prosim te, blagoslovi, ko dvignem svoj prapor v zrak, in se odločim za napor. Znak moje naloge naj visoko bo dvignjen, braniti mojo fersko deželo. | My land, oh most beauteous Besedilo pesmi v angleščini My land, oh most beauteous, possession most dear, Thou drawest me to thee, embracing me near; becalmed in the summer, in winter snow covered, magnificant islands, by God named beloved. The name which men gave thee when they thee discovered, Oh, God bless thee, Faroes my land. Bright gleam, which in summer makes hill-tops so fair; rough gale, which in winter drives men to despair; oh life taking storm, oh conquest of soul, all making sweet music uniting the whole. Each hoping and trusting, inspiring us all, To guard thee, O Faroes my land. And therefore, I kneel down, to Thee God, in prayer, may peaceful my lot be, and do thou me spare, my soul cleansed; in glory; I ask Thee to bless, when I raise my banner and venture the stress. The sign of my task, be it lifted on high, To guard the, O Faroes my land. |